# فهرست رئیس‌جمهورهای اوکراین
ریاست جمهوری نوین اوکراین زمانی تشکیل شد که رادای ورخوونای جمهوری سوسیالیستی شوروی اوکراین در ۵ ژوئیه ۱۹۹۱ قانونی را تصویب کرد که دفتر «ریاست جمهوری سوسیالیستی شوروی اوکراین» را گشایش کرد. پس از اعلام استقلال اوکراین از اتحاد جماهیر شوروی در ۲۴ اوت ۱۹۹۱، عنوان به «رئیس‌جمهور اوکراین» تغییر یافت. نخستین انتخابات ریاست جمهوری اوکراین، که در ۱ دسامبر ۱۹۹۱ برگزار شد و لئونید کراوچوک پیروز شد.
همه رؤسای جمهور اوکراین به جز ولودیمیر زلنسکی قبل از انتخاب، نمایندگان مردمی رادای عالی بودند. کراوچوک نخستین رئیس‌جمهوری بود که پس از جنگ قدرت با نخست‌وزیر لئونید کوچما، از سمت خود استعفا داد. پس از انقلاب اوکراین در سال ۲۰۱۴، ویکتور یانوکوویچ سمت خود را رها کرد و از اوکراین گریخت. او متعاقباً استیضاح شد و اولکساندر تورچینوف به عنوان رئیس رادا جایگزین شد، که در صورت خالی بودن پست ریاست جمهوری، به عنوان سرپرست فعالیت می‌کند. انتخابات زودهنگام ریاست جمهوری در ۲۵ می ۲۰۱۴ برگزار شد و پترو پوروشنکو پیروز شد. پوروشنکو به عنوان پنجمین رئیس‌جمهور در ۷ ژوئن ۲۰۱۴ تحلیف شد. در ۱۸ ژوئن ۲۰۱۵، یانوکوویچ رسماً از عنوان رئیس‌جمهور اوکراین محروم شد. پس از شکست پوروشنکو ، ولودیمیر زلنسکی به عنوان ششمین رئیس‌جمهور (فعلی) اوکراین در ۲۰ می ۲۰۱۹ انتخاب شد.

## فهرست

### احزاب
اوکراین ما
  کنشگر سیاسی
  حزب مناطق
  همبستگی اروپا
  حزب میهن
  پیشکار مردم
| # | رخساره | نام (تولد–مرگ)                                | مدت ریاست            | مدت ریاست      | دولت               | انتخابات | سمت قبلی                   | حزب | حزب               |
| - | --- | --------------------------------------------- | -------------------- | -------------- | ------------------ | -------- | -------------------------- | --- | ----------------- |
| — | | 'لئونید کراوچوک' Леонід Кравчук (۱۹۳۴–۲۰۲۲)   | ۲۴ اوت ۱۹۹۱[a]       | ۵ دسامبر ۱۹۹۱  | فوکین (۹۲–۱۹۹۰)    | —        | رئیس پارلمان اوکراین       |     | کنشگر سیاسی مستقل |
| ۱ | ۵ دسامبر ۱۹۹۱ | 'لئونید کراوچوک' Леонід Кравчук (۱۹۳۴–۲۰۲۲)   | ۱۹ ژوئیه ۱۹۹۴        | ۱۹۹۱           | فوکین (۹۲–۱۹۹۰)    |          | رئیس پارلمان اوکراین       |     | کنشگر سیاسی مستقل |
| ۱ | ۲ سال، ۳۲۹ روز | ۲ سال، ۳۲۹ روز                                | کوچما (۹۳–۱۹۹۲)      | ۱۹۹۱           |                    |          | رئیس پارلمان اوکراین       |     | کنشگر سیاسی مستقل |
| ۱ | اعلام استقلال اوکراین در سال ۱۹۹۱. شکست در انتخابات مجدد.                                                                            | 'لئونید کراوچوک' Леонід Кравчук (۱۹۳۴–۲۰۲۲)   | کوچما (۹۳–۱۹۹۲)      | ۱۹۹۱           |                    |          | رئیس پارلمان اوکراین       |     | کنشگر سیاسی مستقل |
| ۲ | | لئونید کوچما Леонід Кучма (۱۹۳۸–)             | ۱۹ ژوئیه ۱۹۹۴        | ۲۳ ژانویه ۲۰۰۵ | ماسل دوم (۹۵–۱۹۹۴) | ۱۹۹۴     | دومین نخست‌وزیر اوکراین     |     | کنشگر سیاسی مستقل |
| ۲ | مارچوک (۹۶–۱۹۹۵) | لئونید کوچما Леонід Кучма (۱۹۳۸–)             | ۱۹ ژوئیه ۱۹۹۴        | ۲۳ ژانویه ۲۰۰۵ |                    | ۱۹۹۴     | دومین نخست‌وزیر اوکراین     |     | کنشگر سیاسی مستقل |
| ۲ | لازارنکو (۹۷–۱۹۹۶) | لئونید کوچما Леонід Кучма (۱۹۳۸–)             | ۱۹ ژوئیه ۱۹۹۴        | ۲۳ ژانویه ۲۰۰۵ |                    | ۱۹۹۴     | دومین نخست‌وزیر اوکراین     |     | کنشگر سیاسی مستقل |
| ۲ | پاستوویتنکو (۹۹–۱۹۹۷) | لئونید کوچما Леонід Кучма (۱۹۳۸–)             | ۱۹ ژوئیه ۱۹۹۴        | ۲۳ ژانویه ۲۰۰۵ |                    | ۱۹۹۴     | دومین نخست‌وزیر اوکراین     |     | کنشگر سیاسی مستقل |
| ۲ | ۱۰ سال، ۱۸۸ روز | لئونید کوچما Леонід Кучма (۱۹۳۸–)             |                      |                |                    |          | دومین نخست‌وزیر اوکراین     |     | کنشگر سیاسی مستقل |
| ۲ | یوشچنکو (۰۱–۱۹۹۹) | لئونید کوچما Леонід Кучма (۱۹۳۸–)             | ۱۹۹۹                 |                |                    |          | دومین نخست‌وزیر اوکراین     |     | کنشگر سیاسی مستقل |
| ۲ | کیناخ (۰۲–۲۰۰۱) | لئونید کوچما Леонід Кучма (۱۹۳۸–)             | ۱۹۹۹                 |                |                    |          | دومین نخست‌وزیر اوکراین     |     | کنشگر سیاسی مستقل |
| ۲ | اولین دولت یانوکوویچ (۰۴–۲۰۰۲) | لئونید کوچما Леонід Кучма (۱۹۳۸–)             | ۱۹۹۹                 |                |                    |          | دومین نخست‌وزیر اوکراین     |     | کنشگر سیاسی مستقل |
| ۲ | پس از استعفای کراوچوک پست ریاست را بر عهده گرفت. در سال ۱۹۹۴ و ۱۹۹۹ مجدداً انتخاب شد. از شرکت در سومین دوره ریاست جمهوری انصراف داد.. | لئونید کوچما Леонід Кучма (۱۹۳۸–)             | ۱۹۹۹                 |                |                    |          | دومین نخست‌وزیر اوکراین     |     | کنشگر سیاسی مستقل |
| ۳ | | ویکتور یوشچنکو Віктор Ющенко (۱۹۵۴–)          | ۲۳ ژانویه ۲۰۰۵       | ۲۵ فوریه ۲۰۱۰  | تیموشنکو ۱ (۲۰۰۵)  | ۲۰۰۴     | هفتمین نخست‌وزیر اوکراین    |     | اوکراین ما        |
| ۳ | ۵ سال، ۶۶ روز | ۵ سال، ۶۶ روز                                 | یکانوروف (۰۶–۲۰۰۵)   |                |                    | ۲۰۰۴     | هفتمین نخست‌وزیر اوکراین    |     | اوکراین ما        |
| ۳ | ۵ سال، ۶۶ روز | ۵ سال، ۶۶ روز                                 | یانوکوویچ ۲(۰۷–۲۰۰۶) |                |                    | ۲۰۰۴     | هفتمین نخست‌وزیر اوکراین    |     | اوکراین ما        |
| ۳ | ۵ سال، ۶۶ روز | ۵ سال، ۶۶ روز                                 | تیموشنکو ۲(۱۰–۲۰۰۷)  |                |                    | ۲۰۰۴     | هفتمین نخست‌وزیر اوکراین    |     | اوکراین ما        |
| ۳ | پس از انقلاب نارنجی به قدرت رسید. ریاست رکود بزرگ در اوکراین. شکست مجدد در انتخابات.                                                 |                                               |                      |                |                    | ۲۰۰۴     | هفتمین نخست‌وزیر اوکراین    |     | اوکراین ما        |
| ۴ | | ویکتور یانوکویچ Віктор Янукович (۱۹۵۰–)       | ۲۵ فوریه ۲۰۱۰        | ۲۲ فوریه ۲۰۱۴  | آزاروف ۱ (۱۲–۲۰۱۰) | ۲۰۱۰     | دوازدهمین نخست‌وزیر اوکراین |     | حزب مناطق         |
| ۴ | ۳ سال، ۳۶۲ روز | ۳ سال، ۳۶۲ روز                                | آزاروف ۲ (۱۴–۲۰۱۲)   |                |                    | ۲۰۱۰     | دوازدهمین نخست‌وزیر اوکراین |     | حزب مناطق         |
| ۴ | در سال ۲۰۱۰ پیروز شد. پس از انقلاب اوکراین در سال ۲۰۱۴ از سمت خود برکنار شد. پس از ترک سمت از این عنوان محروم شد.                    | ویکتور یانوکویچ Віктор Янукович (۱۹۵۰–)       | آزاروف ۲ (۱۴–۲۰۱۲)   |                |                    | ۲۰۱۰     | دوازدهمین نخست‌وزیر اوکراین |     | حزب مناطق         |
| — | | اولکساندر تورچینوف Олександр Турчинов (۱۹۶۴–) | ۲۳ فوریه ۲۰۱۴        | ۷ ژوئن ۲۰۱۴    | یاتسنیوک (۲۰۱۴)    | —        | رئیس شورای عالی            |     | حزب میهن          |
| — | ۱۱۵ روز | اولکساندر تورچینوف Олександр Турчинов (۱۹۶۴–) |                      |                | یاتسنیوک (۲۰۱۴)    | —        | رئیس شورای عالی            |     | حزب میهن          |
| — | پس از انقلاب اوکراین در سال ۲۰۱۴ به‌طور موقت این سمت را بر عهده گرفت. رهبری کشور در طول حمله به کریمه.                                | اولکساندر تورچینوف Олександр Турчинов (۱۹۶۴–) |                      |                | یاتسنیوک (۲۰۱۴)    | —        | رئیس شورای عالی            |     | حزب میهن          |
| ۵ | | پترو پروشنکو Петро Порошенко (۱۹۶۵–)          | ۷ ژوئن ۲۰۱۴          | ۲۰ مه ۲۰۱۹     | یاتسنیوک (۱۶–۲۰۱۴) | ۲۰۱۴     | وزیر اقتصاد و تجارت        |     | همبستگی اروپا     |
| ۵ | ۴سال، ۳۴۷ روز | ۴سال، ۳۴۷ روز                                 | گرویزمن (۱۹–۲۰۱۶)    |                |                    | ۲۰۱۴     | وزیر اقتصاد و تجارت        |     | همبستگی اروپا     |
| ۵ | در سال ۲۰۱۴ برنده انتخابات شد. ریاست مرحله اول جنگ روسیه و اوکراین را بر عهده داشت. در انتخابات بعدی شکست خورد.                      | پترو پروشنکو Петро Порошенко (۱۹۶۵–)          | گرویزمن (۱۹–۲۰۱۶)    |                |                    | ۲۰۱۴     | وزیر اقتصاد و تجارت        |     | همبستگی اروپا     |
| ۶ | | ولودیمیر زلنسکی Володимир Зеленський (۱۹۷۸–)  | گرویزمن (۱۹–۲۰۱۶)    | ۲۰ مه ۲۰۱۹     |                    | ۲۰۱۹     | — (بدون سمت قبلی)          |     | پیشکار مردم       |
| ۶ | | ولودیمیر زلنسکی Володимир Зеленський (۱۹۷۸–)  | هونچاروک (۲۰–۲۰۱۹)   |                |                    | ۲۰۱۹     | — (بدون سمت قبلی)          |     | پیشکار مردم       |
| ۶ | شمیحال (۲۰۲۰–) | ولودیمیر زلنسکی Володимир Зеленський (۱۹۷۸–)  |                      |                |                    | ۲۰۱۹     | — (بدون سمت قبلی)          |     | پیشکار مردم       |
| ۶ | برنده انتخابات در سال ۲۰۱۹. این کشور را در طول تهاجم روسیه در سال ۲۰۲۲ رهبری کرد.                                                    | ولودیمیر زلنسکی Володимир Зеленський (۱۹۷۸–)  |                      |                |                    | ۲۰۱۹     | — (بدون سمت قبلی)          |     | پیشکار مردم       |